# Nikon (patriarche de Moscou)
Pour les articles homonymes, voir Nikon (homonymie).
Nikon ou  Nicon (en russe : Никон, né Nikita Minine le 7 mai 1605 (17 mai dans le calendrier grégorien) dans le tsarat de Russie - mort le 17 août 1681 (27 août dans le calendrier grégorien)), fut patriarche de l'Église orthodoxe russe de 1652 à 1666.

## Biographie
Nikon est né en 1605 sous le nom de Nikita Minine dans le village de Veldemanovo, non loin de Nijni Novgorod. Il est à l'origine un prêtre marié mais devient par la suite moine dans le monastère Solovetski sur la mer Blanche. Nikon devient métropolite de Novgorod en 1647 et patriarche de Russie en 1652. Son patriarcat est marqué par deux conflits : d'une part il était en conflit constant avec le tsar Alexis Ier concernant la relation entre l'Église et l'État ; d'autre part ses réformes liturgiques rencontrent une violente opposition.
Disgracié par le tsar en raison de son caractère inflexible, il est privé de sa dignité par une décision du conseil en 1666, après avoir reçu l'ordre de se retirer en 1658, en étant exilé au monastère de Ferapontov. Nikon meurt à Iaroslavl le 17 août 1681.

## Réformes
Les réformes liturgiques entreprises par Nikon amenèrent le schisme des vieux-croyants connu aussi sous le nom de Raskol et ses fidèles de  raskolniki. Ces derniers s'opposaient à toute réforme et le conflit se concrétisa par l'exécution du protopope Avvakoum brûlé vif en 1682.
Dans le domaine de l'art, les réformes proscrivaient des formes nouvelles et un retour aux formes consacrées. Celles des  cinq coupoles  au détriment des toits en pyramides hérités de l'architecture en bois. Ces réformes ont un effet négatif dans le domaine de l'architecture où l'on voit les architectes freinés dans leurs recherches de nouveautés. Ils peuvent toutefois appliquer leurs talents au style « baroque russe » qui apparaît.
Pour les artistes peintres cette réforme a les mêmes effets négatifs. Ils ne peuvent se lancer dans des recherches telles que celles que l'Occident pratiquait depuis deux siècles. Ils devront attendre la fin du XVIIe siècle et Pierre Ier le Grand pour qu'un art laïque et réaliste se hausse très rapidement au niveau de l'Occident.
Il a donné son nom au manuscrit médiéval la Chronique de Nikon.
Le patriarche Nikon est à l'origine de la création de trois monastères : le monastère de la Nouvelle Jérusalem à Istra, le monastère Iverski de Valdaï et le monastère de l'île de Ki (monastère de l'Élévation de la Croix).

### Articles connexes

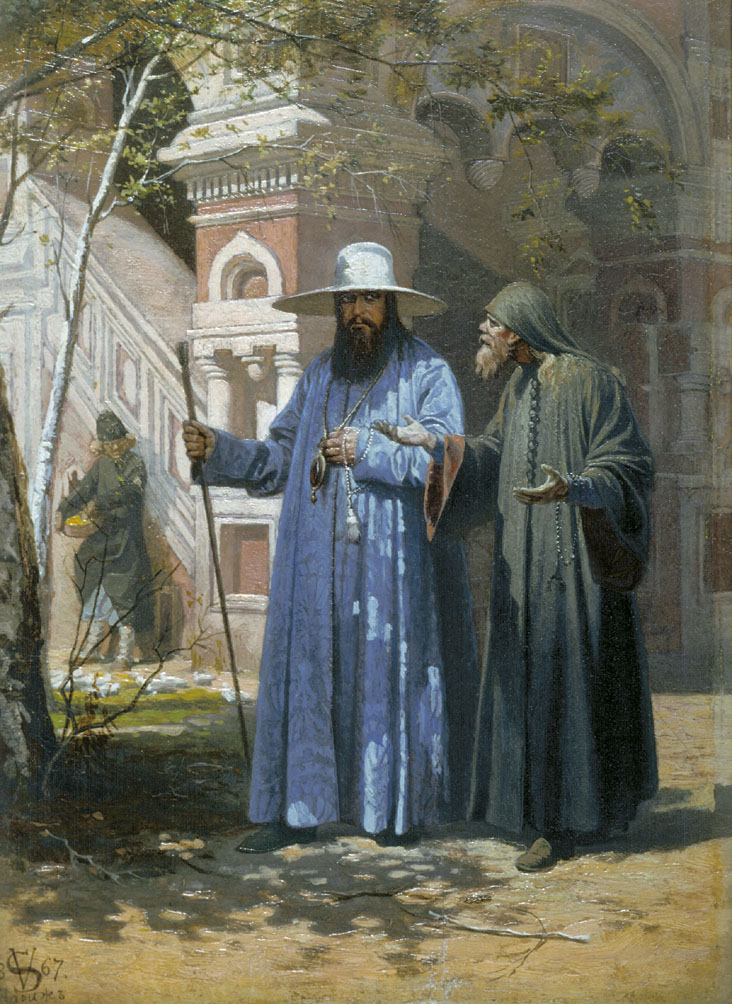
Nikon au monastère de la Nouvelle Jérusalem, par Viatcheslav Schwartz.